# Semaeopus caparonensis
Semaeopus caparonensis là một loài bướm đêm trong họ Geometridae.